# Свято-Миколаївська церква (Роздільна)
Свято-Миколаївська церква — чинна церква у Роздільній. Парафія святого Миколая належить до Балтської єпархії Української православної церкви (Московського патріархату). Церква знаходиться у центрі міста у Старому парку. З лютого 2015 року настоятелем Свято-Миколаївського храму та Благочинним храмів УПЦ (МП) Роздільнянського округу став В'ячеслав Володимирович Ткаченко.

## Історія
З дозволу й благословення високопреосвященного Іустина, архієпископа Херсонського і Одеського, на станції Роздільна Південно-Західної залізниці, Тираспольського повіту, 11 липня 1899 року о 12-ій годині дня, була здійснена закладка нової церкви. На свято закладки храму були запрошені місцеві землевласники, в тому числі член Одеської земської управи С. В. Красильников, чини станції Роздільна та інші. Новий храм споруджувався на приватні пожертвування.
У кінці серпня 1901 року було завершено будівництво церкви і вона була урочисто відкрита.

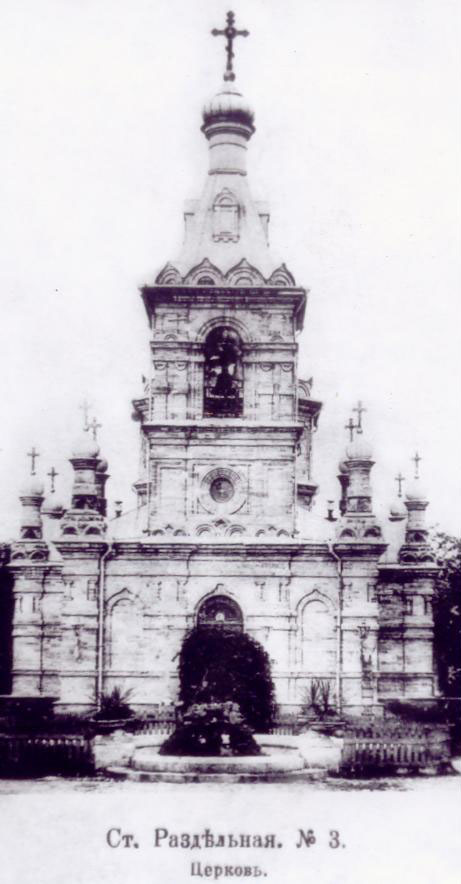
Дореволюційний вигляд церкви

Настоятелем церкви в цей час був Романович Іполит Миколайович, який був відзначений імператором Миколою II. У 1904 році Микола II з дружиною Олександрою Федорівною прибув до Роздільної й відвідав Свято-Миколаївську церкву, де нагородив отця Іполита за старанність іменним золотим годинником. 1911 року імператор Микола II вдруге відвідав Свято-Миколаївську церкву, але вже разом зі своїм сином, спадкоємцем престолу — Олексієм.
У 1906 році церква розташовувалась при залізничній станції Роздільна Південно-Західної залізниці у Понятівській волості Тираспольського повіту Херсонській губернії. Вона була приписною до церкви Йосипа Обручника містечка Понятівка. Парафіянами були росіяни та болгари (215 чоловіків та 210 жінок). Капітал церкви сягав 1100 рублів. При церкві було залізничне 2-х класне міністерське училище (93 хлопця та 74 дівчини), а також церковно-парафіяльна школа (15 х. та 13 д.).
На 1913-1914 рік місцева Свято-Миколаївська церква, яку надалі очолював священник Іполит Романович, відносилась до Катаржинської благочинної округи.
На початку 20-х років настоятель церкви отець Іполит помер від тифу у віці 44 років. Могила отця Іполита знаходиться в церковному дворі. Після його смерті церква була закрита на довгі роки.
Під час німецько-румунської окупації церкву відкрили, проте колишньої зовнішньої величі вона позбулася через пошкодження підлоги більшовиками. Діяла вона до початку 50-х років і знову була закрита. До 90-х років XX століття в ній розташовувалась бібліотека.